# Hero (película de 1983)
Hero es una película hindi de 1983 dirigida por Subhash Ghai. Jackie Shroff interpretó el papel principal, logrando consolidar su carrera tras esta actuación. La actriz Meenakshi Sheshadri, elegida como Señorita India en 1981, también obtuvo popularidad tras su actuación en la película. Hero fue un éxito total en taquilla en su país. Se realizó un remake de la misma en 2015, dirigida por Nikhil Advani.

## Sinopsis
Pasha (Amrish Puri) es tomado como prisionero. Para tratar de solucionar su situación, escribe una carta a Jackie (Jackie Shroff). Jackie se dirige a Shrikanth Mathur (Shammi Kapoor) y le advierte la situación. Luego secuestra a la hija de Shrikanth, Radha (Meenakshi Sheshadri). Jackie le miente, diciéndole que es un oficial de policía, pero pronto ella descubre el engaño. Sin embargo, ambos empiezan a enamorarse.

## Reparto
- Jackie Shroff como Jackie Dada / Jaikishan.
- Meenakshi Sheshadri como Radha Mathur.
- Sanjeev Kumar como Damodar Mathur.
- Shammi Kapoor como Shrikanth Mathur.
- Amrish Puri como Pasha.
- Madan Puri como Bharat.
- Bindu como Jamuna.
- Bharat Bhushan como Ramu.
- Shakti Kapoor como Jimmy Thapa.
- Urmila Bhatt como Sandhya Mathur.
- Shaikh Azad como Shaikh Faruk.